# 日中学生交流連盟
日中学生交流連盟（にっちゅうがくせいこうりゅうれんめい、英語: Japan China Student Frontier Group、JCSFG）とは、2012年10月に設立された学生による日中交流プラットフォームである。2019年2月現在は、日中交流を目的とする9つの学生団体（日中学生会議/京論壇/京英会/freebird/OVAL/AFPLA/早稲田大学中国語学習会/紅葉会）が加盟している。毎年加盟団体の合同イベントを開催しており、夏季には日中交流の輪を広げるためのプログラム「リードアジア（RLEAD ASIA）」を運営している。

## 活動目的
日中の交流活動に関わる学生団体の連携を強めてシナジー効果を生み出し、日中学生間の繋がりを固めるためのプラットフォームとして設立された。

## 顧問
- 谷口誠（元国連大使）
- 川西重忠（桜美林大学教授・北東アジア総合研究所所長）
- 楊光俊（桜美林大学孔子学院学院長）
- 瀬口清之（キヤノングローバル戦略研究所研究主幹/アジアブリッジ（株）代表取締役）
- 森谷幸平（WEIC株式会社取締役 海外事業・グローバルHR事業担当）